# Elmira Huseynova
Elmira Huseynova (en azéri : Elmira Mehralı qızı Hüseynova ; née le 9 fevrier 1933 à Bakou et morte le 23 janvier 1995 à Bakou) est une sculptrice azérie, Artiste émérite de l’Azerbaïdjan (1967).

## Biographie
Elmira Mehrali gizi Huseynova est née en 1933 à Bakou. Elle travaille dur pour obtenir une éducation artistique en 1954 au Collège d’Art A. Azimzade, et en 1960 elle obtient le diplômé de l'Institut de peinture, de sculpture et d'architecture de Leningrad nommé d'après Repin. Depuis 1957, elle travaillé dans les genres de la sculpture domestique et du portrait et participe aux expositions organisées en Azerbaïdjan et dans les républiques de l'URSS. En 1960 elle  épousa l'artiste Togrul Narimanbekov . Fille de l'artiste Asmar Narimanbekov.

## Activité professionnelle
En 1968, elle présente la plaque commémorative à l'exposition consacrée au dramaturge renommé Djafar Djabbarli.
L’artiste utilise pour ses œuvres les matériaux comme bronze, pierre, marbre, céramique, gypse, bois et résine époxy.
Ses compositions Une kolkhozienne (1957), Ouvrier (1958), Famille (1960), Rasul Rza (1970), Djafar Djabbarli, Céréalier, Le portrait de ma fille, Une étudiante polonaise, Image de l'amour, Tout pour le front, Pétroliers, Portrait d'Asmar, À la mémoire du réalisateur Tofiq Kazimov, Portrait de l'académicien M. Djafarov et d’autres. Ses œuvres sont des contributions à la sculpture azerbaïdjanaise.